# Осада Сиракуз (397 до н. э.)
Осада Сиракуз в 397 или 396 году до н. э. — военная операция карфагенян и их союзников в ходе Второй Карфагенской войны.

## Действия в Восточной Сицилии
После высадки на Сицилии карфагенской армии Гимилькона Дионисий Старший отступил из западных районов острова и вернулся в Сиракузы. Ненавидевшие тирана сикулы перешли, за исключением жителей Ассора, на сторону карфагенян. Испытывавший нехватку людей Дионисий освободил часть сиракузских рабов, сформировав из них экипажи для шестидесяти трирем, и набрал тысячу лаконских наемников, после чего усилил гарнизоны крепостей, особое внимание уделив Леонтинам, куда был свезён урожай с окрестных полей. Населявших Катану кампанцев тиран убедил переселиться в более укреплённую Этну. Подготовив страну к обороне, Дионисий встал лагерем у Тавра в ста шестидесяти стадиях от Сиракуз. Его силы состояли из тридцати тысяч пехоты, более трёх тысяч конницы и ста восьмидесяти кораблей, среди которых было несколько триер.
Гимилькон выступил из разрушенной Мессаны в направлении Сиракуз, послав флот Магона к Таврскому мысу, где вступившие в союз с Карфагеном сикулы, некогда поселенные Дионисием в Наксосе, основали на горе Тавр город Тавромений. В этом районе карфагенский военачальник был вынужден разделить силы, так как извержение Этны не позволяло армии наступать армии на Сиракузы вдоль побережья. Направив Магона к Катане, Гимилькон двинулся в обход Этны с запада через горные районы центральной Сицилии.

## Битва при Катане
Дионисий спешно выдвинулся из Катаны, чтобы атаковать флот Магона до его соединения с карфагенской армией. Тиран имел некоторое преимущество, так как его пострадавшие в бою корабли и экипажи могли бы найти защиту в береговом лагере. Лептина со всеми морскими силами Дионисий послал против неприятельского флота, приказав плотно выстроить корабли и ни в коем случае не ломать линию даже под натиском превосходящих сил противника.
Магон помимо транспортных судов располагал не менее чем пятьюстами кораблями, оснащёнными медными таранами. Увидев выстроенный у Катаны греческий флот и большое количество собранной на берегу пехоты, Магон хотел было произвести высадку, но, оценив опасность одновременного сражения на суше и море, решил ограничиться отражением атаки Лептина. Сиракузский наварх с передовым отрядом из тридцати лучших кораблей атаковал противника, потопил несколько его судов, но затем был окружён основными силами Магона, после чего на сцепившихся бортами нескольких десятках кораблей началось ожесточенное рукопашное сражение. Имевшие численное превосходство карфагеняне взяли верх, и побежденный Лептин был вынужден отойти в открытое море. Его основные силы, беспорядочно атаковавшие корабли противника, были легко отражены и также обратились в беспорядочное бегство.
В ходе преследования Магон уничтожил более ста греческих кораблей, а вдоль берега им были направлены легкие посудины, с которых добивали всех, кто пытался вплавь добраться до побережья, где была выстроена армия, которая ничем не могла помочь своим морякам. У карфагенян насчитывалось немало погибших, но сиракузский флот был полностью разгромлен, потеряв более двадцати тысяч человек. Победители вошли в гавань Катаны, куда были отбуксированы и захваченные греческие триеры.

## Осада
Сицилийцы требовали от Дионисия дать сражение Гимилькону, чтобы взять реванш за Катану, но советники предупредили тирана, что он рискует потерять Сиракузы, если Магон войдет в её гавань со своими кораблями. Помня, что подобная ошибка стоила грекам потери Мессаны, Дионисий принял решение отступить. Союзники остались этим недовольны, и большинство их, не желая оказаться в осаде, покинуло сиракузян, вернувшись в свои земли или разойдясь по соседним крепостям.
Гимилькон, через два дня подошедший к Катане, пробыл в её окрестностях несколько дней, пополняя свои части. Карфагенянин предложил кампанцам из Этны перейти на его сторону, пообещав им новые земли и равное участие в дележе добычи и напомнив, что их соплеменники из Энтеллы уже поддержали его страну, но этнейцы, давшие Дионисию заложников и отправившие в его армию свои лучшие войска, не могли разорвать союз с греками.
Сиракузский тиран направил своего шурина Поликсена ко всем италийским грекам, лакедемонянам и коринфянам с просьбами о помощи, дабы греческие города Сицилии не были полностью уничтожены. На Пелопоннес отправились агенты с большими суммами денег для вербовки наёмников.
Гимилькон ввел в большую сиракузскую гавань двести восемь боевых кораблей, богато украшенных победными трофеями, за ними вошло более тысячи транспортов, и в общей сложности в порту собралось около двух тысяч кораблей, совершенно закрывших своими парусами морской обзор. С суши к городу, по словам Диодора Сицилийского, подошла армия из трёхсот тысяч пехоты и трёх тысяч конницы. Гимилькон расположился у храма Зевса Олимпийского к югу от устья Анапа, а его армия стала лагерем в двенадцати стадиях от Сиракуз. Чтобы подавить волю защитников к сопротивлению, карфагенянин устроил военную демонстрацию, выстроив армию перед стенами города, а сотню лучших кораблей провёл вдоль берега гавани, чтобы показать превосходство финикийцев в мореплавании. Затем, поскольку со времен сооружения Эпипол полностью блокировать город было невозможно, карфагеняне в течение месяца опустошали окрестности Сиракуз.
Гимилькон захватил пригород Ахрадину и ограбил храмы Деметры и Коры, за каковое святотатство, по мнению Диодора, его армия была вскоре наказана. Положение осаждавших быстро ухудшалось, в стычках сиракузяне регулярно брали верх. По ночам в карфагенском лагере часто возникала тревога, и воины хватались за оружие, думая что неприятель атакует палисад. Командующий принял решение с целью блокады окружить город стеной, разрушив для этого почти все окрестные могилы, в том числе великолепные памятники Гелону и Дамарете. Вдоль побережья были возведены три укрепления: одно в Племмирии, другое в порту, третье у храма Зевса. Там он собрал запасы вина, зерна и все необходимое для долгой осады. Грузовые корабли были отправлены за провизией на Сардинию и в Африку.
Поликсен привел из Италии и Пелопоннеса тридцать союзных кораблей под командованием лаконца Фаракида. Однажды, когда Дионисий и Лептин вышли в море на боевых кораблях, надеясь добыть провиант для города, сиракузяне, оставшиеся без верховного командования, одержали случайную победу над противником. Увидев судно, груженное продовольствием, они направились на его перехват на пяти кораблях. Карфагеняне направили против них сорок кораблей, и тогда весь сиракузский флот вступил в бой. В произошедшем сражении греки захватили флагманский корабль и уничтожили двадцать четыре судна, а остальные обратили в бегство, после чего вернулись с захваченными кораблями, избежав встречи с главными силами карфагенского флота. Эта победа оживила надежды сторонников демократии, начавших разговоры о свержении тирании, показавшей свою военную несостоятельность. Вернувшийся Дионисий созвал народное собрание, на котором обещал как можно скорее закончить войну. Но когда собравшиеся были готовы разойтись, влиятельный аристократ Феодор произнес речь с обвинениями против тирании Дионисия и его политики и призвал передать командование кому-либо из союзников: коринфянам или лакедемонянам.
Надежды сиракузян были развеяны спартанским навархом Фаракидом, заявившим, что правительство послало его на помощь сиракузянам и Дионисию против карфагенян, а не ради свержения тирании. Граждане осыпали спартанца проклятиями, и испугавшийся тиран, окруженный сплотившимися вокруг него наёмниками, распустил собрание, но затем с помощью подкупа вернул себе доверие большей части влиятельных людей.

## Разгром карфагенян
В карфагенской армии, скученной в болотистой и гнилой местности, где несколькими десятилетиями ранее стояли афиняне, началась сильнейшая эпидемия, чему способствовало необычайно жаркое лето. Дионисий воспользовался этим бедствием для нанесения решительного удара. Фаракиду и Лептину с восемьюдесятью кораблями было приказано на рассвете атаковать вражеский флот, сам же тиран ночью выступил к святилищу Кианы и скрытно подобрался к неприятельскому лагерю. Конница и часть наёмников заранее были посланы к дальней части лагеря. Этих наемников тиран считал наименее надежными и готовыми поддержать переворот, поэтому всадникам было дано тайное распоряжение уклониться от боя, бросив пехоту, которая в результате была перебита в сражении. Армия Дионисия одновременно атаковала лагерь и соседние укрепления, взяв штурмом крепость Полихну, в то время как на противоположном фланге кавалерия с суши, а триеры с моря напали на укрепление возле Даскона и овладели им. Внезапное нападение с суши и моря привело к панике у карфагенян, понёсших огромные потери. Дионисий отправился верхом к Даскону рядом с большой гаванью, где обнаружил вытащенные на берег сорок пентеконтер и стоявшие рядом на якоре грузовые корабли и триеры, предал их все огню, который благодаря сильному ветру охватил большую часть карфагенского флота. Ночь прервала сражение, и Дионисий разбил свой лагерь рядом с карфагенянами у храма Зевса.

## Бегство Гимилькона. Последствия
Оказавшись в отчаянном положении, Гимилькон заключил тайное соглашение с Дионисием, который в обмен на триста талантов позволил карфагенянам эвакуировать своих граждан, бросив союзников и наёмников на произвол судьбы. Доставив оговоренную сумму на Акрополь, Гимилькон через четыре дня под покровом ночи тайно отплыл с карфагенянами на сорока триерах, но его выход из гавани был замечен коринфским дозорным, и коринфяне, не дожидаясь тянувшего время Дионисия, погнались за беглецами и потопили часть их кораблей.
Сицилийские союзники Гимилькона успели бежать из лагеря и рассеялись по своим городам, прежде чем греки смогли их настигнуть, но африканцы и европейцы были частью захвачены выставленным вдоль дорог охранением, а большинство сдалось, прося о сохранении жизни. Часть иберийских наемников предложила свои услуги Дионисию и перешла к нему на службу. Карфагенский обоз тиран отдал своим войскам на разграбление.
По словам Диодора, передающего преувеличенные цифры Эфора, карфагеняне потеряли под Сиракузами сто пятьдесят тысяч человек. Гимилькон, вернувшийся на родину с немногими спутниками, всеми презираемый, вскоре уморил себя голодом, а африканские союзники карфагенян, возмущенные их предательством, подняли восстание, на несколько лет лишившее карфагенское правительство возможности продолжения войны на Сицилии.
Заподозрив наёмников в намерении устроить переворот, Дионисий арестовал их командира лаконца Аристотеля и выслал его на родину, а самим наёмникам, которых насчитывалось десять тысяч, предложил вместо оплаты город Леонтины с округой, где те и поселились. Им на смену тиран навербовал новых людей. Карфагеняне объединили силы своих сицилийских владений и направили на остров подкрепления.
В разрушенную карфагенянами Мессану, вошедшую в состав его владений, Дионисий переселил тысячу человек из Локр Эпизефирских, четыре тысячи из Медмы и шесть сотен мессенцев, бежавших из Пелопоннеса через Закинф и Навпакт. Ввиду недовольства Спарты расселением своих беглых подданных в таком значительном городе тиран выделил им новые земли в приморском Абакене. Мессенцы назвали свой полис Тиндаридой, начали принимать новых поселенцев, и вскоре число граждан превысило пять тысяч.
Временно избавившись от карфагенской угрозы, Дионисий провел серию кампаний против сикулов, в ходе которых захватил Менен и Моргантину, заключил договоры с тиранами Агирия и Кенторипы Агиридом и Дамоном и жителями Ассора и Гербита. Затем, продвигаясь вдоль северного побережья острова, он с помощью предательства овладел Кефалоэдием и Энной, а также карфагенским Солунтом, и заключил мир с Гербессом. По-видимому, тогда же в состав державы Дионисия вошла Гимера, а на юге острова ему подчинились Камарина, Гела, Акрагант и Селинунт.
В 394 году до н. э. Дионисий предпринял неудачную осаду Тавромения, а обеспокоенные усилением Сиракуз регийцы напали на Мессану, и в следующем году тиран предпринял свой первый поход на Регий.

## Комментарии
1. ↑  Этот мор подробно описан в стиле Фукидида сицилийцем Филистом, рассказ которого приводит Диодор. Указанные в нем симптомы ментального расстройства свидетельствуют о тифе (Льюис, с. 182)
2. ↑  Диодор передает мнение Тимея о том, что тиран не желал полного разгрома карфагенян, чтобы оправдывать угрозой с их стороны необходимость своей тирании. Некоторые исследователи, в том числе Юлиус Белох, отрицают историчность соглашения, другие подвергают сомнению справедливость его оценки Тимеем, так как у сиракузского тирана могли быть различные причины для этой сделки (Фролов, с. 374)
3. ↑  Вероятно, не более четырех-пяти тысяч бойцов (Hoyos, p. 75)